# Boris Nikolaevič Svetlov
Boris Nikolaevič Svetlov (Orenburg, 19 dicembre 1880 – Barnaul, 8 marzo 1943) è stato un regista cinematografico russo.

## Filmografia (parziale)

### Regista
- V carstve nefti i millionov (1916)
- Borcy za svetloe carstvo III Internacionala (1919)
- Dolja ty russkaja, doljuška ženskaja (1922)